# Louis Favre (ingenieur)

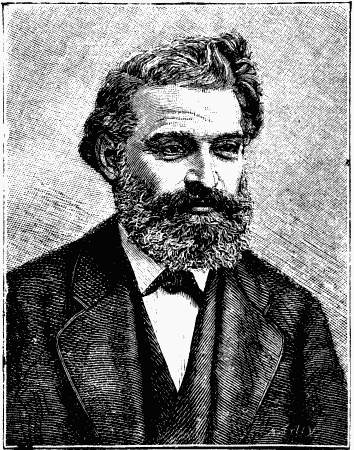
Louis Favre

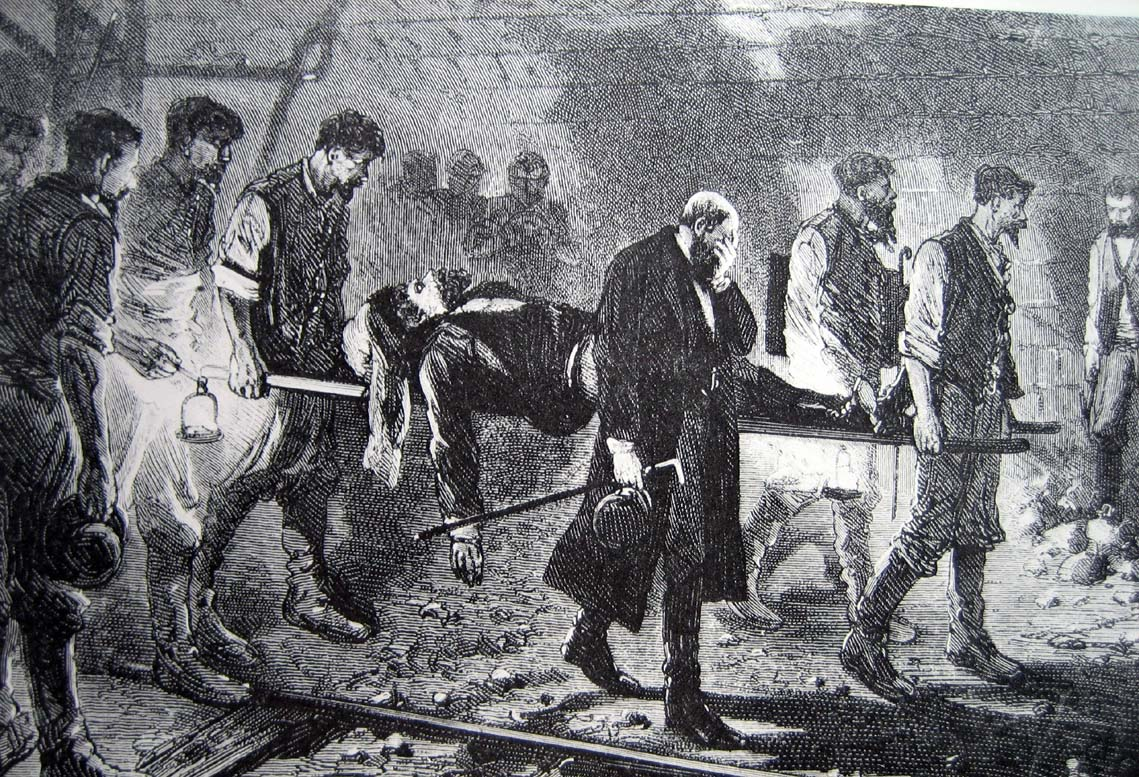
Overlijden van Favre

Louis Favre (Genève, 26 januari 1826 – Göschenen, 19 juli 1879) was een Zwitserse ingenieur en de projectleider tijdens de bouw van de Gotthardtunnel.

## Werk aan de tunnel
Favre begon zelf als handwerker en werkte zich op tot ondernemer. Na werk aan de Mont-Cenis tunnel werd het werk aan de Gotthardtunnel gestart, de langste spoorwegtunnel ter wereld.

### Problemen
Het werk aan de tunnel ging niet gemakkelijk. Naast technische en geologische problemen had Favre te kampen met problemen met de financierende bank en de directie van het constructiebedrijf. In 1875 was er zelfs een staking onder de Italiaanse arbeiders. Doordat het werk ook een jaar langer duurde dan gepland, zat de familie Favre tegen het eind van de bouw financieel aan de grond.

### Voltooiing
Op 29 februari 1880 werd de Gotthardtunnel doorslagen. Louis Favre beleefde dit heuglijke feit niet. Hij stierf aan een hartaanval in de tunnel in 1879.
De Gotthardtunnel kan gezien worden als een technisch hoogstandje, waarvoor Favre grotendeels verantwoordelijk is geweest.